# Léonie Adams
Léonie Fuller Adams (* 9. Dezember 1899 in Brooklyn, New York City; † 27. Juni 1988 in New Milford, Connecticut) war eine US-amerikanische Dichterin.

## Leben
Nach dem Schulbesuch studierte sie am Barnard College und schloss dieses Studium 1922 mit einem Bachelor of Arts (A.B.) ab.
Ihre schriftstellerische Tätigkeit begann sie 1922 mit der Veröffentlichung der Anthologie Those Not Elect. Während eines zwischen 1928 und 1930 erhaltenen Guggenheim-Stipendiums veröffentlichte sie 1929 mit High Falcon & Other Falcons einen weiteren Gedichtband, dem  1933 die Anthologie This Measure folgte. Daneben war sie Lehrerin für die englische Sprache an zahlreichen Colleges wie dem Washington Square College von 1930 bis 1932, dem Sarah Lawrence College von 1933 bis 1934, dem Bennington College von 1935 bis 1937 sowie von 1941 bis 1944 und am New Jersey College for Women der Rutgers University von 1946 bis 1948.
Zwischen 1947 und 1968 war sie Lecturer an der Columbia University und gab dort unter anderem Workshops für Poesie, an denen unter anderem David Medalla teilnahm. 1948 war sie als Ratgeberin für Poesie der Library of Congress United States Poet Laureate und damit für ein Jahr offizielle Dichterin der Vereinigten Staaten.
Für ihren 1954 erschienenen Gedichtband Poems, a Selection erhielt sie 1955 neben Louise Bogan den Bollingen-Preis für Poesie. Darüber hinaus wurde sie Mitglied der Academy of American Poets. Seit 1951 war sie Mitglied der American Academy of Arts and Letters.